# Lindenfeld (Rumunia)
Lindenfeld – wieś w Rumunii, w okręgu Caraș-Severin, w gminie Buchin. W 2011 roku pozostawała niezamieszkana.